# Heuschreckenammer

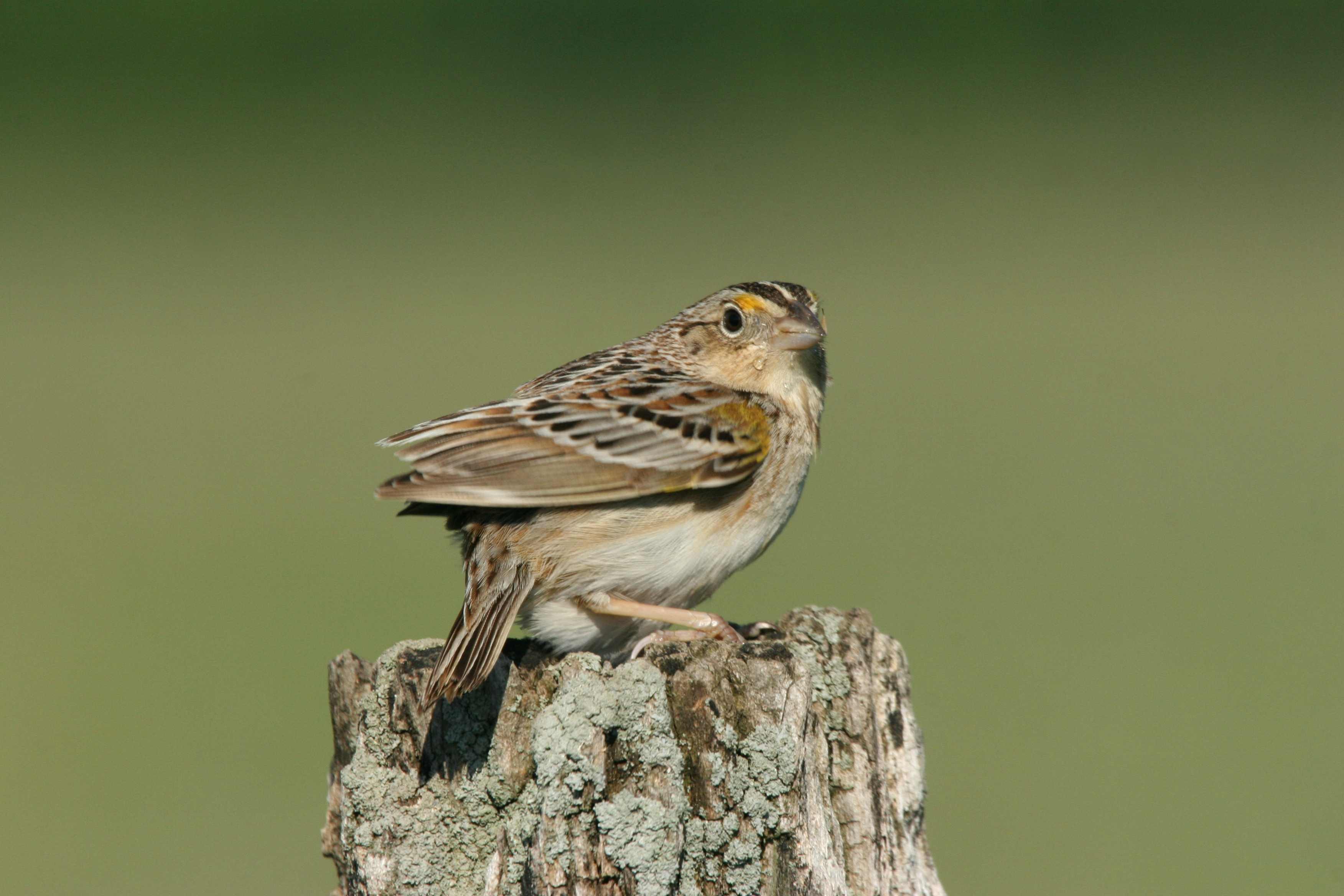
Heuschreckenammer

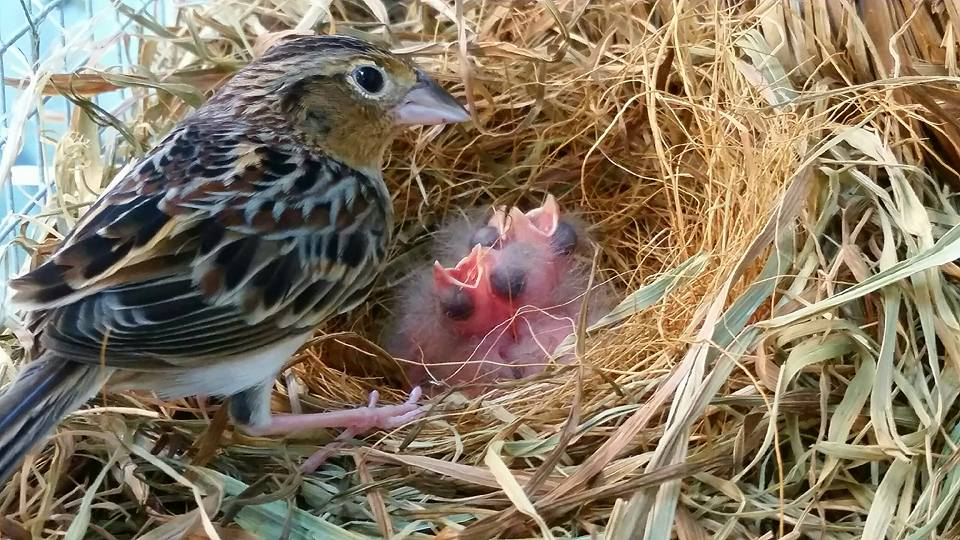
Heuschreckenammer der Unterart Ammodramus savannarum floridanus mit Nestlingen

Die Heuschreckenammer (Ammodramus savannarum) ist eine der eher unauffällig gefärbten Neuweltammernarten Nordamerikas („Sparrows“). Sie ist in weiten Teilen Nordamerikas verbreitet. Die in Florida vorkommende Unterart Ammodramus savannarum floridanus gilt als stark gefährdet.

## Beschreibung
Die Heuschreckenammer erreicht eine Körperlänge von 10 bis 14 Zentimeter und eine Flügelspanne von 17,5 Zentimeter. Das Gewicht dieser Art liegt zwischen 13,8 und 28,4 Gramm mit einem Durchschnittsgewicht von 17 Gramm.
Adulte Vögel sind auf der Körperoberseite braun, grau, weißlich und schwarz gestrichelt. Die Brust ist bräunlich und der Bauch weißlich. Brust und Bauch weisen gewöhnlich keine Strichelung auf. Sie haben einen schmalen hellen Scheitelstreif und dunkelbraune Scheitelseitenstreifen auf. Der Überaugenstreif ist beige, der Augenring ist weißlich. Viele Individuen weisen außerdem einen gelborangen Fleck vor dem Auge auf.
Jungvögel unterscheiden sich von den adulten Vögeln durch die kräftig braune Strichelung an Brust und Körperseiten.

## Verbreitungsgebiet und Lebensraum
Das Brutareal der Heuschreckenammer sind offenes Grasland und Prärie vom Süden Kanadas über die Vereinigten Staaten bis nach Mexiko und Zentralamerika. Die Brutvögel des nördlichen Verbreitungsgebietes ziehen im Herbst in den Süden der Vereinigten Staaten, Mexiko, Zentralamerika und auf die karibischen Inseln. Sie kehren in die nördlichsten Teile ihres Verbreitungsgebietes im späten März zurück.

## Lebensweise
Heuschreckenammer sind Bodenbrüter, ihr Nest ist ein gut verstecktes Schalennest, das unter der Vegetation versteckt ist. Sie suchen am Boden nach Nahrung und fressen überwiegend Insekten sowie Samen. Männchen sind häufig dabei zu beobachten, wie sie von Ansitzwarten aus singen. Der Gesang erinnert an die Laute von Heuschrecken.
Heuschreckenammern werden häufig von brutschmarotzenden Braunkopf-Kuhstärling parasitiert. In einer für Kansas durchgeführten Untersuchung wiesen 70 Prozent der Nester der Heuschreckenammer auch Eier dieser Vogelart auf.

## Unterarten

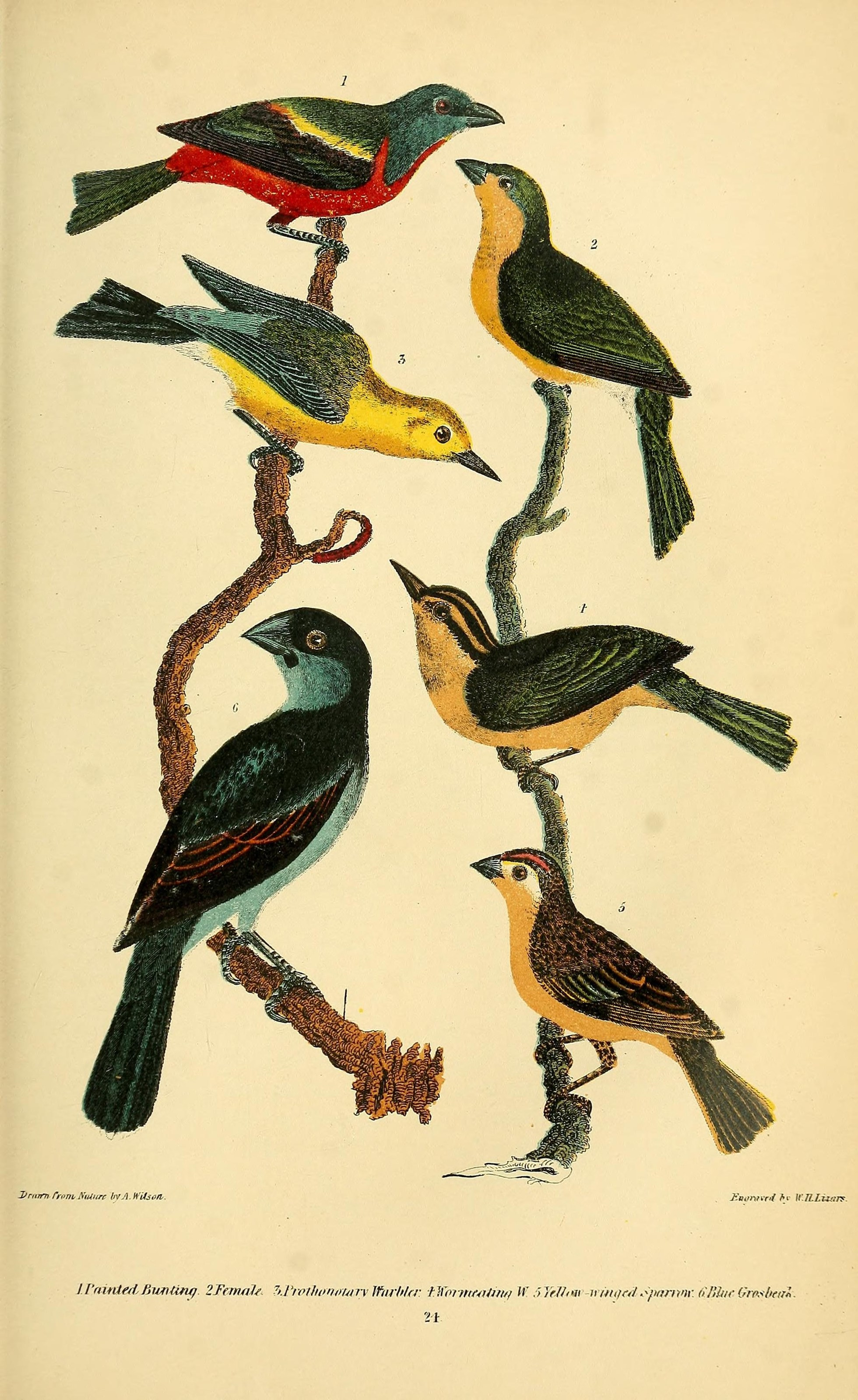
Fringilla passerina (Figur 5) Lithographie von Alexander Wilson ist ein Synonym für die Nominatform

Es sind zwölf Unterarten bekannt:
- A. s. perpallidus (Coues, 1872)[6] – Diese Unterart kommt im Südwesten Kanadas und dem zentralen und westlichen Gebiet der USA vor.
- A. s. ammolegus Oberholser, 1942[7] – Diese Unterart ist im Süden Arizonas und dem Nordwesten Mexikos verbreitet.
- A. s. pratensis (Vieillot, 1818)[8] – Diese Subspezies kommt im Südosten Kanadas und dem Osten der USA vor.
- A. s. floridanus (Mearns, 1902)[9] – Diese Subspezies ist in Florida verbreitet.
- A. s. bimaculatus Swainson, 1827[10] – Diese Unterart kommt im zentralen und südlichen Mexiko, in Guatemala, in Nicaragua und in Costa Rica vor.
- A. s. beatriceae Olson, 1980[11] – Diese Subspezies kommt in Zentralpanama vor.
- A. s. cracens (Bangs & Peck, 1908)[12] – Diese Unterart ist im Norden und Osten Guatemalas, in Belize, im Osten Honduras und im Nordosten Nicaraguas verbreitet.
- A. s. caucae Chapman, 1912[13] – Diese Unterart kommt in Kolumbien vor.
- A. s. savannarum (Gmelin, JF, 1789)[14] – Die Nominatform kommt auf Jamaika vor.
- A. s. intricatus Hartert, 1907[15] – Diese Unterart kommt auf Hispaniola vor.
- A. s. borinquensis Peters, JL, 1917[16] – Diese Subspezies ist in Puerto Rico verbreitet.
- A. s. caribaeus (Hartert, 1902)[17] – Das Verbreitungsgebiet dieser Unterart sind die Niederländischen Antillen.

## Etymologie und Forschungsgeschichte
Johann Friedrich Gmelin beschrieb den Heuschreckenammer unter dem Namen Fringilla Savannarum. Als Habitat gab er Jamaika an. Mit A. s. bimaculatus führte William Swainson 1827 auch die neue Gattung Ammodramus ein, der erst später auch die Nominatform zugewiesen wurde. Dieser Name leitet sich von den griechischen Wörtern ammos, αμμος für ‚Sand‘ und -dromos, trekhō, -δρομος,  τρεχω für ‚Läufer, rennen‘ ab. Der lateinische Artname savannarum bedeutet ‚aus der Savanne‘. Perpallidus setzt sich aus den lateinischen Worten per- für ‚sehr‘ und pallidus für ‚blass, bleich‘ zusammen. Ammolegus ist ein Wortgebilde aus ammos, αμμος für ‚Sand‘ und legō, λεγω für ‚sammeln, picken‘. Pratensis leitet sich von pratum, prati für ‚Wiese‘ ab. Floridanus bezieht sich auf den Fundort Florida. Bimaculatus setzt sich aus bi- für ‚doppelt, zweifach‘ und maculatus für ‚gefleckt‘ zusammen. Bei beatriceae handelt es sich um eine Widmung für Annie Beatrice Wetmore geborene van der Biest Thielen (1910–1997), der Frau von Alexander Wetmore. Cracens leitet sich von cracentis für ‚schlank, hübsch, graziös‘ ab. Caucae bezieht sich auf das Departamento Valle del Cauca. Intricatus steht für ‚verwirrend, kompliziert‘, was sich wiederum von intricare für ‚verwirren‘ ableitet. Borinquensis leitet sich von der alten Bezeichnung Boriquén für die Insel Puerto Rico ab. Caribaeus bezieht sich auf die Karibischen Inseln.

## Einzelbelege
1. ↑  Florida Audubon Society über Ammodramus savannarum floridanus, aufgerufen am 22. Juli 2016
2. ↑  John B. Dunning Jr. (Hrsg.): CRC Handbook of Avian Body Masses. CRC Press, 1992, ISBN 978-0-8493-4258-5 (englisch).
3. 1 2 3 4  Alderfer (Hrsg.): Complete Birds of Northamerica. S. 578.
4. ↑  N. B. Davies: Cuckoos, Cowbirds and Other Cheats. T & AD Poyser, London 2000, ISBN 0-85661-135-2, S. 145
5. ↑  IOC World Bird List Bananaquit, buntings, sparrows & bush tanagers
6. ↑  Elliott Coues, S. 137.
7. ↑  Harry Church Oberholser, S. 15.
8. ↑  Louis Pierre Vieillot, S. 24.
9. 1 2  Edgar Alexander Mearns, S. 915.
10. 1 2  William Swainson, S. 435.
11. ↑  Storrs Lovejoy Olson, S. 758.
12. ↑  Outram Bangs u. a., S. 45.
13. 1 2  Frank Michler Chapman, S. 161.
14. 1 2  Johann Friedrich Gmelin, S. 921.
15. ↑  Ernst Hartert (1907), S. 161.
16. ↑  James Lee Peters, S. 95.
17. 1 2  Ernst Hartert (1902), S. 298.
18. 1 2  James A. Jobling, S. 45.
19. ↑  James A. Jobling, S. 348.
20. ↑  James A. Jobling, S. 299.
21. ↑  James A. Jobling, S. 315.
22. ↑  James A. Jobling, S. 72.
23. ↑  Storrs Lovejoy Olson, S. 759.
24. ↑  James A. Jobling, S. 120.
25. ↑  James A. Jobling, S. 206.